# 黍鯡
黍鯡為輻鰭魚綱鲱形目鲱科的其中一種，分布於東大西洋區，包括北海、波羅的海、地中海、黑海及亞速海海域，棲息深度10-150公尺，體長可達16公分，棲息在沿海、河口區，為迴游性魚類，以浮游生物為食，可做為食用魚。

## 擴展閱讀
維基物種上的相關：黍鯡